# 美空雲雀
美空雲雀（日语：／ Misora Hibari */?，1937年5月29日—1989年6月24日），本名加藤和枝（日语：／ Katō Kazue */?），日本女歌手及演員，橫濱市出身，為昭和時代歌謠界的代表人物，被譽為「昭和歌姬」、「歌謠界的女王」等。1949年時，年僅12歲的美空雲雀接連推出兩張單曲〈河童ブギウギ〉和〈悲しき口笛〉正式出道，以驚人的演唱實力在日本演藝圈嶄露頭角並走紅。演員以及歌手出身的美空雲雀在不但在電影界獲得廣大迴響和成績，她在樂壇更是締造許多膾炙人口的經典作品，1950年代中期演藝事業達到巔峰並維持數年。美空雲雀在1989年6月因病辭世，享年52歲，直至過世前，她還拖著病體在忙於巡迴演唱會的工作。美空雲雀是第一位國民榮譽獎的受獎女性。其唱片專輯總銷量在2001年據估計已達8000萬張。

## 生平

### 早熟童年
1937年5月29日，本名加藤和枝的美空雲雀出生於日本神奈川縣橫濱市磯子區的瀧頭，父親為魚舖的小商家加藤增吉，其母親為喜美枝。母親對於美空雲雀日後的發展，有著極為重要的影響力，也是因為母親的緣故，美空雲雀因此踏入了演唱事業。
1943年6月，第二次世界大戰期間，其父加藤增吉亦被徵召投入軍戎，美空雲雀為了父親唱了。由於美空雲雀歌聲優美，從此成為橫濱附近許多勞軍活動的重要小演出人。
二戰之後，為了美空雲雀的歌唱世界，其母喜美枝便以自己的財力組織「青空樂團」，並在附近的市民活動中心演唱，時年僅八歲的美空雲雀，以美空和枝的藝名正式登上舞台。
1946年，NHK歌唱節目「新人拿手歌喉」（素人のど自慢）上演唱〈蘋果之歌〉（リンゴの唄），評審居然給了不及格的成績；同年9月，美空雲雀在橫濱市的雅典劇場（アテネ劇場）首次上台演出。
1948年對於美空雲雀是個重要的一年，美空雲雀在神戶的松竹劇場演出時，黑道幫派山口組的第三代幫主田岡一雄還前往致意；同年5月，美空雲雀被川田義雄（即是日後的川田晴久）預言未來的發展將不可限量，「美空雲雀」之名也在這一年打响，並簽署了對其一生影響深遠的演出合約。

### 突破
1949年3月，美空雲雀十二歲。此時東橫電影公司推出《賽歌迷時代》（喉自慢狂時代）當中歌唱少女的角色，即是她一次躍上大螢幕的演出；同年8月松竹電影公司的《跳躍的龍宮城》（踊る竜宮城）亦參與演出，並演唱了主題曲〈河童Boogie Woogie〉（河童ブギウギ），由哥倫比亞唱片發行，正式成為歌手。接下來相當膾炙人口的歌曲〈悲哀的口哨〉（悲しき口笛）發表後大受歡迎，同名的電影亦由美空雲雀演出，當時僅十二歲的美空雲雀，已經展現了驚人的演藝實力。
美空接下來的演出〈超過那首歌〉（あの歌超えて）、〈鞍馬天狗・角兵衛獅子〉、〈大小姐社長〉（お嬢さん社長）等演出都十分受到市場歡迎，其母親喜美枝便稱美空雲雀為「大小姐」（お嬢），之後這樣的名字就一直跟著美空雲雀。1954年（昭和廿九年）日本的除夕重要電視節目NHK紅白歌合戰出現，隔年美空雲雀與江利智惠美（江利 チエミ，1937 - 1982）、雪村泉（雪村 いづみ，1937 - ）一起演出東宝映画公司的《猜拳兒女》（ジャンケン娘）的電影，「三人娘」的封號也成為美空雲雀人氣紅透半邊天的結果。
1958年，田岡一雄設立了神戶演藝公司，同年4月美空雲雀加入了神戶演藝，成為旗下專屬的藝人。該年的7月神戶演藝與東映簽訂了電影演出的專屬合約，其後的《美空捕物帳》（ひばり捕物帳）系列、《混蛋藝妓》（べらんめえ芸者）系列、《美空的佐渡情話》（ひばりの佐渡情話）等等，都是美空雲雀相當著名的作品。
1960年美空雲雀演唱的〈哀愁的碼頭〉（哀愁波止場）一曲，獲得了日本唱片大獎歌唱賞，「歌謠界的女王」成了美空雲雀重要的代稱。
1965年美空雲雀搭機造訪台灣，並留下了歌迷前往接機的黑白新聞畫面，當時還會見了蔣中正總統。

### 與小林旭的短暫婚姻
1962年，美空雲雀與當時也相當受歡迎的演員小林旭結婚，婚後即宣布息影不再演唱。然而其母喜美枝與事業相關人士，卻不斷的干擾、介入兩人的婚姻關係，再加上美空雲雀對於自己演唱事業有所眷戀，便與小林旭協調演藝事業和家庭的折衝。這對當時最轟動的銀色夫妻，僅維持兩年餘左右就結束了這段婚姻。
後來根據小林旭的個人著作中表示，事實上和小林旭結婚後，美空雲雀並沒有完成法定入籍程序，因此按照戶籍法的結果，美空雲雀於法律定位上是終生單身。
離婚後推出的《柔》（柔）是相當紅的作品，180萬張的銷售量，成為美空雲雀最傲人的唱片銷售成績。其後的《悲哀的酒》（悲しい酒）、《藝道一代》（芸道一代）、《鮮紅的太陽》（真赤な太陽），也都成為暢銷曲。

### 親屬與黑道的牽扯
有說法指由於得到了山口組的田岡一雄長期庇護，才使美空雲雀在藝能界能一直的順利發展，幾乎沒有人不買田岡一雄的帳，因此後來造成了影響事業甚鉅的「雲雀醜聞」事件。
其胞弟加藤哲也趁著美空雲雀的走紅，也以「小野透」的藝名，在藝能界展開演藝生涯，然後由於自己無法把持，在1973年（昭和四十八年）陸續犯下賭博、涉賭圖利、非法持有槍械、傷害等罪名，美空雲雀一家又無法把和黑道的關係說明清楚，引發全國性的抵制風暴，全日本的禮堂、市民活動中心等等，都婉拒了美空雲雀的演出，對於美空雲雀的事業造成極大的衝擊。
另外美空雲雀和NHK也陷入了相當緊張的關係，被NHK封殺而不能上節目。經過數年的協調後，才漸漸又回到NHK的舞台上。在1979年紅白歌合戰的卅年紀念時，以〈蘋果花〉（リンゴ追分）等三首組曲方式，重新返回這個日本地位極為重要的歌唱節目。

### 晚年

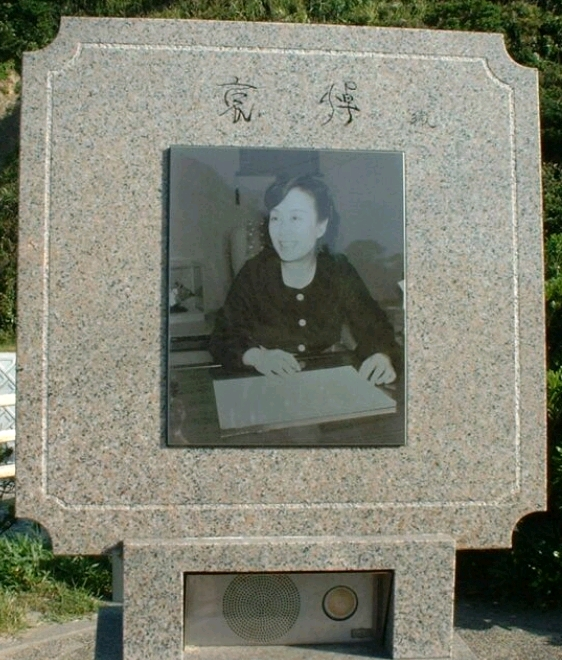
福島縣磐城市盐屋岬美空遺影碑

1980年後，母親喜美枝、胞弟哲也、江利智惠美等親友陸續過世，離開美空雲雀身邊。美空雲雀難以接受這樣的創傷，而開始酗酒、抽煙，大大傷害了自己的健康。
1987年在九州福岡演出時，由於身體不適被緊急送往醫院，此時被診斷出患有慢性肝炎及兩側股骨壞死（這兩個疾病都和酒精脫不了關係）。1988年4月11日，美空雲雀於東京巨蛋舉辦了個人演唱會「不死鳥」，這是東京巨蛋開幕後首位日本歌手以個人名義舉行的大型公演，不過事實上美空雲雀卻是一邊忍受腳痛，一邊在舞臺上完整演出了39首歌曲。
美空雲雀於1989年1月11日發表了作品《川流不息》（川の流れのように），由當紅的作詞家秋元康作詞、見岳章作曲，歌詞曲風像是美空雲雀的人生寫照。本作這些年來被世界各地無數歌手翻唱，包括三大男高音、鄧麗君等，並在1997年NHK所舉辦、超過1500萬人參与的票選中被選為日本史上最偉大的歌曲。
同年2月又因肺病進入醫院住院。同年3月21日日本放送為其製作了長達十個小時的特輯，而這個廣播節目也成為了美空雲雀的最後公開活動。
此時美空雲雀健康狀況急速惡化，在順天堂大學醫學部附屬順天堂醫院再度住院，當年原本預定在橫濱競技場的第一次流行音樂會及其他全國巡迴公演全部暫停，留下一個無法完成的遺憾。
1989年6月24日，由於間質性肺炎導致呼吸衰竭病逝，享年52歲，戒名「茲唱院美空日和清大姊」。
一個月後的7月22日，在青山舉辦告別式，超過四萬兩千人前來瞻仰。由王貞治宣讀悼辭，北島三郎、森昌子、小林幸子、森進一等歌手合唱其最終作品《川流不息》。其遺體葬於橫濱市港南區的橫濱市營日野公墓。

## 紀念
美空雲雀一生共錄製1500首歌曲、原創曲517首。
1990年，位於福島縣磐城市海邊鹽屋埼燈塔（塩屋埼灯台）附近的雲雀遺像石碑修建，週邊的道路約420公尺也進行整備作為「雲雀大道」。2002年，年幼期的雲雀主演電影《悲哀的口哨》（悲しき口笛）中形象做為模型的銅像也在此處建立。現在每年約有30萬人參訪。
死後超過20年的現在，依然是日本代表性、傳說性的歌唱者，給無數歌手與演員帶來影響，規劃盤和未發表曲子定期性地發表，錄像放映音樂會亦時有召開。後人譽為「永遠的歌姬」（永遠の歌姫）。唱片的總銷售額達到8000萬張。
2019年12月31日舉行的《第70回NHK紅白歌合戰》，美空雲雀以全像投影登場演唱《在那之後》（あれから）。這首歌事實上是由秋元康作詞、佐藤嘉風作曲的新歌，利用山葉公司所開發的VOCALOID:AI技術，依美空雲雀生前大量的歌唱錄音資料由電腦進行深度學習，分析其唱腔、聲調，進而合成出她演唱《在那之後》的歌聲。歌唱的影像則由演歌歌手天童芳美模仿美空雲雀演唱時的動作，經由動態捕捉技術及CG合成，並以4K解析度的等身大全像投影呈現之。這首歌並由日本古倫美亞發行單曲，做為逝世30年的紀念。

## 作品

### 單曲代表作與銷量
- 『柔』（ / 1964年） - 190万枚
- 『川流不息』（ / 1989年） - 150万枚
- 『悲哀的酒』（ / 1966年） - 145万枚
- 『鮮紅的太陽』（ / 1967年） - 140万枚
- 『蘋果花』（ / 1952年） - 130万枚
- 『蓬亂的頭髮』（ / 1987年）
- 『港街十三號』（ / 1957年）
- 『是碼頭喲、父親』（ / 1956年）
- 『東京的孩子』（ / 1950年）
- 『悲哀的口哨』（ / 1949年）

（再發盤銷售算入，數字由古倫美亞音樂娛樂調查。）

### 主要單曲作品
- 『河童Boogie Woogie』（ / 1949年）
- 『悲哀的口哨』（ / 1949年）
- 『東京的孩子』（ / 1950年）
- 『越後獅子之歌』（ / 1950年）
- 『我這街頭的孩子』（ / 1950年）
- 『越過那個山嶺』（ / 1951年）
- 『廟會曼波』（ / 1952年）
- 『津輕的故鄉』（ / 1952年）
- 『蘋果花』（ / 1952年）
- 『雲雀的水手先生』（ / 1954年）
- 『伊豆的舞女』（ / 1954年）
- 『是碼頭喲、父親』（ / 1956年）
- 『港街十三號』（ / 1957年）
- 『車夫先生』（ / 1958年）
- 『哀愁的碼頭』（ / 1960年）
- 『雲雀的佐渡情話』（ / 1962年）
- 『哀愁的出帆』（ / 1963年）
- 『柔』（ / 1964年）
- 『悲哀的酒』（ / 1966年）
- 『鮮紅的太陽』（ / 1967年）
- 『藝道一代』（ / 1967年）
- 『紫色的拂曉』（ / 1968年）
- 『熱禱』（ / 1968年）
- 『人生一條路』（ / 1970年）
- 『某個女子之歌』（ / 1972年）
- 『一枝鉛筆』（ / 1974年）
- 『櫻花之歌』（ / 1976年）
- 『雜草之歌』（ / 1976年）
- 『思慕著你』（ / 1980年）
- 『裡街酒場』（ / 1982年）
- 『笑吧月光』（ / 1983年）
- 『残侠搖籃曲』（ / 1983年）
- 『回憶』（ / 1985年）
- 『愛燦燦』（ / 1986年）
- 『蓬亂的頭髮』（ / 1987年）
- 『川流不息』（ / 1989年）

## 外部連結
- 美空雲雀官方網站 （页面存档备份，存于）（日語）
- 京都嵐山 美空雲雀座（日語）